# قلعه مارکو
قلعه مارکوه مربوط به دوران‌های تاریخی پس از اسلام است و در شهرستان رامسر، شهر کتالم، مسیر جاده تلارسر واقع شده و این اثر در تاریخ ۲۵ اسفند ۱۳۷۹ با شمارهٔ ثبت ۳۴۸۴ به‌عنوان یکی از آثار ملی ایران به ثبت رسیده‌است.

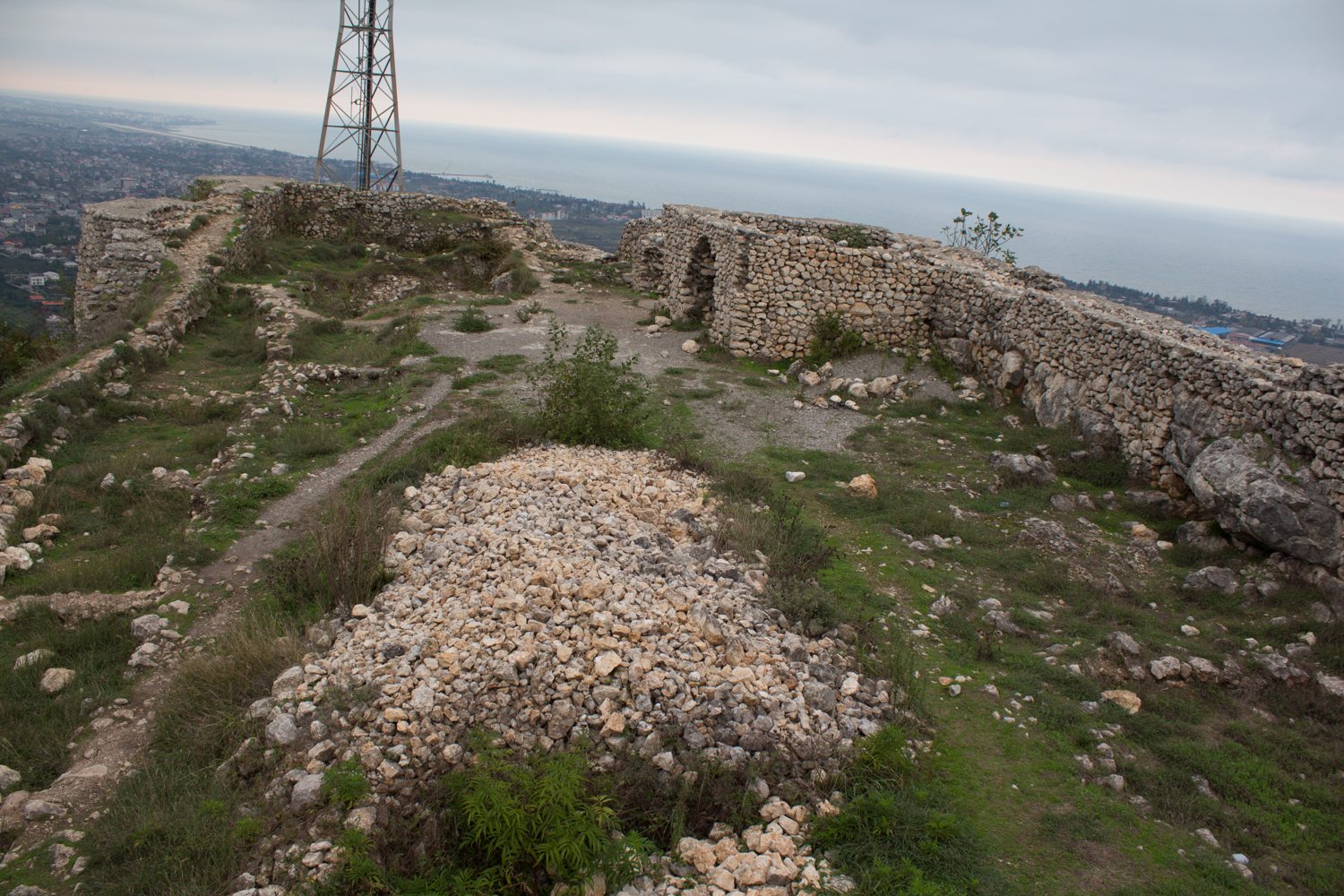
نمایی از داخل قلعه مارکوه

در مورد زمان ساخت این بنا نیز تاریخ دقیقی وجود ندارد، اما با استناد به اشاره تاریخ نویسان به وجود این قلعه در قرن سوم و همچنین شباهت ساختاری و معماری این بنا با بناهای قرن سوم هجری قمری نظیر قلعه بابک می‌توان تاریخ آن را حدس زد. در کتاب زیده التواریخ از این قلعه سخن به میان آمده‌است همچنین در کتاب جامع التواریخ خواجه رشید الدین فضل‌الله همدانی و از وقایعی که در سال ۵۳۶ هجری قمری در این قلعه اتفاق افتاده وقلعه به تسخیر اسماعیلیان درآمد سخن به میان آمده‌است. میزرا حسن خان اعنماد السلطنه که این قلعه را از نزدیک دیده‌است می‌نویسد: “در تنکابن کوهی است موسوم به مارکوه و دخمه‌های متعدد و شب‌پره‌های زیادی در این دخمه‌ها هست که خود را به آدم و چراغ می‌زنند و مانع از دخول به دخمه‌ها می‌باشند. بالای آن کوه، جایی است مشهور به نقاره خانه، هرگاه سنگی بر آن موضع بزنند صدایی مثل طبل حادث می‌شود و تا نیم فرسخ آن صدا می‌رود.

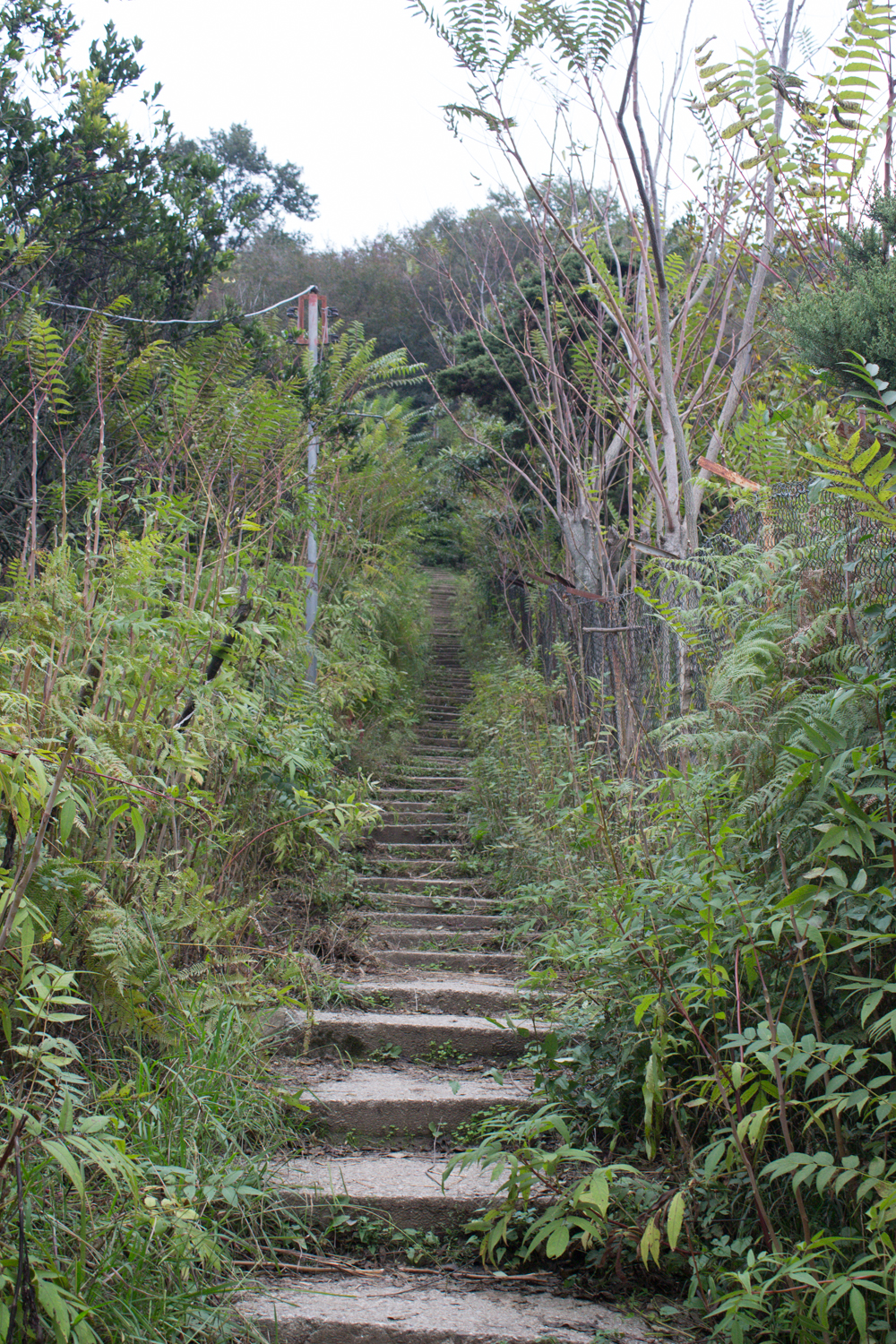
مسیر دسترسی قلعه با ۳۱۱ پله

مساحت قلعه مارکوه حدود ۶۰۰ متر مربع است و از این معماری عظیم تنها ۴ حصار جانبی و برج‌های پشتیبان آن باقی مانده‌است. مصالح به کار رفته در قلعه مارکوه عمدتاً سنگ و ساروج و گچ است. وضع داخلی قلعه مارکوه از لحاظ وسعت به نحوی است که گنجایش صد سرباز را دارد و همگی به راحتی می‌توانند در آن سکنی گزینند. طول ضلع شرقی آن ۷۰/۱۷ متر و قعر آن ۳۰/۲ متر و ارتفاعش ۳۰/۶ متر و طول ضلع غربی آن ۹ متر تمام است. ضلع شمالی با سنگی که در امتداد آن قرار دارد به دو قسمت تقسیم می‌شود: قسمت غربی آن ۸۰/۱۴ متر و قسمت شرقی آن که از سر سنگ جدا می‌گردد ۱۵ متر است. محل قرارگیری بنا نیز طوری است که دیدی ۳۶۰ درجه را نسبت به اطراف خود دارد. از بالای این بنا به راحتی می‌توان از شمال تا دریا، از شرق تا تنکابن، از غرب تا رامسر و از جنوب نیز کوه‌های البرز را تحت نظر داشت.

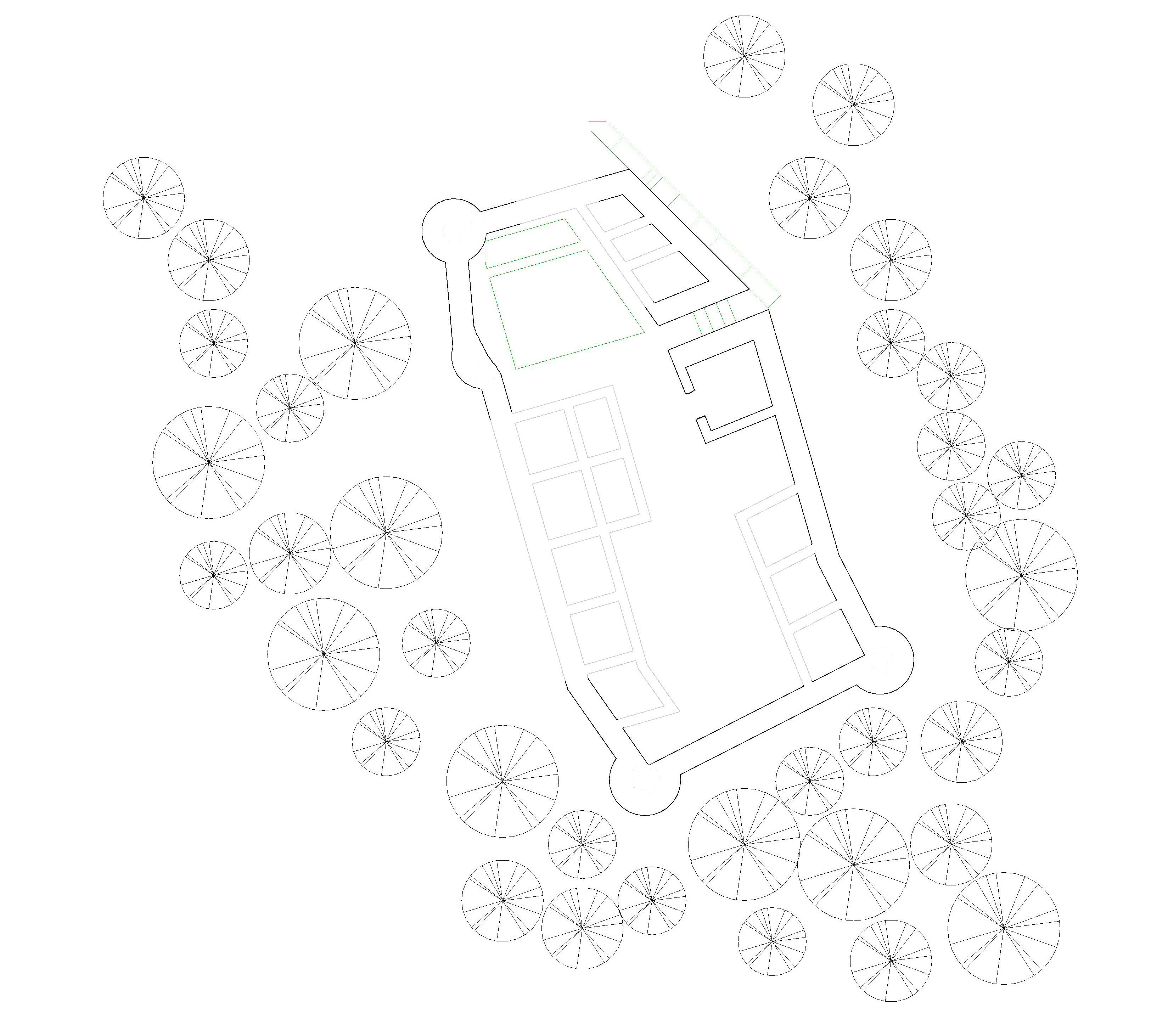
پلان قلعه مارکوه

در تعاریف مردم محلی به تونلی درون این قلعه اشاره می‌شود که انتهای آن به روستای نیاسته که در پایین مارکوه قرار دارد ختم می‌شده و در گذشته سربازان برای خروج یا ورود اضطراری ازآن استفاده می‌کردند که البته با تحقیقات انجام شده مشخص شده که این امر صحت نداشته و چالهٔ موجود در قلعه به دلیل عدم دسترسی مستقیم قلعه به آب، کاربرد سردآب داشته و تونل نیست.
این قلعه منظره بسیار زیبایی به کوه روبه رویش دارد که توجه بینندگان را به خود جذب میکند.